# 氏家無限
氏家 無限（うじいえ むげん、Mugen UJIIE、1977年 - ）は、日本の医師、医学者。学位は医学博士（昭和大学・2021年）。国立国際医療研究センター 国際感染症センター トラベルクリニック医長、予防接種支援センター長。
国立看護大学校 非常勤講師、東京医科歯科大学 非常勤講師、日本熱帯医学会 理事なども務める。

## 略歴
- 昭和大学医学部医学科卒業
- 2007年 - 長崎大学熱帯医学研究所 臨床医学分野 医員
- 2009年 - 長崎大学熱帯医学研究所 COE研究員
- 2010年 - 国立研究開発法人 国立国際医療研究センター 国際感染症センター フェロー
- 2013年 - 国立国際医療研究センター 国際感染症センター 医師、客員研究員。厚生労働省 健康局 結核感染症課 課長補佐、国際感染症情報専門官
- 2015年 - 厚生労働省 横浜検疫所検疫衛生課 検疫医療専門職、健康局 結核感染症課、大臣官房 国際課、健康局 予防接種室
- 2016年 - 厚生労働省 大臣官房 厚生科学課 課長補佐
- 2016年 - Senior Programme Manager, Vaccine Implementation, GAVI Alliance
- 2017年 - 国立国際医療研究センター 国際感染症センター 医師
- 2018年 - 現在、国立国際医療研究センター 国際感染症センター トラベルクリニック医長、予防接種支援センター長

など

## 所属学会
- 日本熱帯医学会
- 日本感染症学会
- 日本内科学会
- 日本ワクチン学会
- 日本渡航医学会
- 国際渡航医学会